# Nyctimus
Nyctimus is een monotypisch geslacht van spinnen uit de  familie van de Thomisidae (krabspinnen).

## Soort
- Nyctimus bistriatus Thorell, 1877